# 福島大賞典
福島大賞典（ふくしまだいしょうてん）とは、日本中央競馬会が福島競馬場の芝1800メートルで施行していた平地の重賞競走である。正賞は福島県知事賞、福島商工会議所会頭賞（いずれも1977年時点）。
1967年から年1回施行されたが、1978年に新潟競馬場で代替競走を施行したのを最後に廃止され、翌1979年に新設された新潟大賞典に競走機能を引き継いだ。
廃止時の1着賞金は当時の金額で1700万円だった。

## 歴史
- 1967年 - 福島競馬場の芝2000mにて、4歳（現表記3歳）以上のハンデキャップの重賞競走、福島大賞典として創設。
- 1969年
  - 負担重量を別定に変更。
  - 施行距離を芝1800mに変更。
- 1972年 - 負担重量をハンデキャップに戻す。
- 1973年
  - 出走資格を5歳（現4歳）以上に変更。
  - タクマオーが史上初の連覇。
  - 蛯沢誠治が騎手として史上初の連覇。
  - 成宮明光が調教師として史上初の連覇。
- 1974年 - 出走資格を4歳（現3歳）以上に変更。
- 1975年 - 出走資格を5歳（現4歳）以上に変更。
- 1978年 - 福島競馬場の馬場改修工事により[2]、名称を「新潟ステークス（第12回福島大賞典）」に変更[3][4]のうえ、新潟競馬場の芝1800mで施行[3]。
- 1979年 - 第12回競走を最後に廃止、新潟大賞典に競走機能を引き継ぐ。

### 歴代優勝馬
馬齢は2001年以降の表記に統一する。
| 回数   | 施行日         | 競馬場 | 距離    | 優勝馬             | 性齢 | 斤量 | タイム | 優勝騎手 | 管理調教師 | 馬主                       |
| ------ | -------------- | ------ | ------- | ------------------ | ---- | ---- | ------ | -------- | ---------- | -------------------------- |
| 第1回  | 1967年11月12日 | 福島   | 芝2000m | スズハヤテ         | 牡3  | 55   | 2:09.9 | 池之上豊 | 佐藤正二   | ワイ・エス・エス           |
| 第2回  | 1968年07月14日 | 福島   | 芝2000m | ダーリングヒメ     | 牝4  | 52   | 2:05.2 | 古山良司 | 山岡寿恵次 | 諏訪忠兵衛                 |
| 第3回  | 1969年10月26日 | 福島   | 芝1800m | マツセダン         | 牡3  | 55   | 1:52.0 | 星野信幸 | 橋本輝雄   | 松岡冨治                   |
| 第4回  | 1970年07月19日 | 福島   | 芝1800m | アイズキノー       | 牡4  | 56   | 1:51.2 | 那須孝一 | 本郷重彦   | 堀川三之助                 |
| 第5回  | 1971年10月24日 | 福島   | 芝1800m | ジョセツ           | 牝4  | 55   | 1:49.9 | 岡部幸雄 | 鈴木清     | 中村勝五郎                 |
| 第6回  | 1972年11月19日 | 福島   | 芝1800m | タクマオー         | 牡4  | 55   | 1:50.4 | 蛯沢誠治 | 成宮明光   | 中村雄二                   |
| 第7回  | 1973年05月13日 | 福島   | 芝1800m | タクマオー         | 牡5  | 59   | 1:49.5 | 蛯沢誠治 | 成宮明光   | 中村雄二                   |
| 第8回  | 1974年10月27日 | 福島   | 芝1800m | ラウンドフアーザー | 牡3  | 51   | 1:49.3 | 吉沢宗一 | 稲葉幸夫   | （株）ジャパンホースクラブ |
| 第9回  | 1975年05月11日 | 福島   | 芝1800m | ホリマロニエ       | 牡4  | 54   | 1:50.4 | 谷原義明 | 本郷重彦   | 堀川三之助                 |
| 第10回 | 1976年05月16日 | 福島   | 芝1800m | カネオオエ         | 牡5  | 57   | 1:48.6 | 増沢末夫 | 成宮明光   | 金指利明                   |
| 第11回 | 1977年05月15日 | 福島   | 芝1800m | メイジガルボ       | 牝4  | 50   | 1:53.6 | 小迫次男 | 本郷一彦   | （資）明治牧場             |
| 第12回 | 1978年05月21日 | 新潟   | 芝1800m | ニシキエース       | 牡7  | 59   | 1:49.0 | 森安重勝 | 森安弘昭   | 小林清                     |

#### 各回競走結果の出典
- 「福島大賞典」『中央競馬全重賞競走成績集 【障害・廃止競走編】』日本中央競馬会、2006年、325-342頁。